# Jánoshegy (település)
Jánoshegy (szlovákul: Kremnické Bane, németül: Johannesberg) község Szlovákiában, a Besztercebányai kerületben, a Garamszentkereszti járásban. Színesércbányászati központ (arany, ezüst).

## Fekvése
Körmöcbányától 3 km-re, északra fekszik.

## Története
A falut a 12. és 13. században a környékre betelepült németek alapították a Körmöcbányai kamarához tartozó területen. Írott forrásban 1361-ben „Villa Johannis" néven említik először. Első bírója egy Johann nevű német telepes volt. A telepesek 1429-ben megváltották a községet a kamarától és adómentességet kaptak. Becslések szerint 1450-ben 125-en lakták. A 16. században lakói reformátusok lettek. A templom 1529 és 1673 között az új hit híveié volt.
A 18. század végén Vályi András így ír róla: „BERG. Nem nagy falu Bars Vármegyében, fekszik Körmöcz mellett magas helyen, földgye sovány, lakosai a’ Körmöczi bányákban laknak nagyobbára, és ott dolgoznak, ’s a’ közönséges adótól szabadok."
1828-ban 80 házában 769 lakos élt. 1849-ben területén véres csata dúlt a magyar honvédsereg és a cári csapatok között. Lakói bányászattal és erdei munkákkal foglalkoztak.
Fényes Elek geográfiai szótárában eképpen ír a községről: „Berg, vagy Perk, német falu, Bars vgyében, Körmöcz határjában: 769 kath. lak. Kath. paroch. templom. Határa igen sovány; legelője hasznos; bányákat mivel. F. u. Körmöcz városa."
Borovszky monográfiasorozatának Bars vármegyét tárgyaló része szerint: „Jánoshegy, a körmöczbányai hegyekben fekvő német kisközség, 730 róm. kath. vallású lakossal. Szintén régi német telepes község, mely mint anyaegyház már 1100 körül említtetik. Ősi egyháza is a XIII. század elején épült, mert ebben a században már szerepel Keresztelő Szent Jánosnak szentelt egyháza. Azelőtt folyvást Perk, Perg, de leggyakrabban Berg néven találjuk említve. Földesura az esztergomi káptalan volt, később pedig a kincstár, melynek itt most is nagy erdőbirtoka van. Bányászata is már nagyon régi, talán egykorú Körmöczbánya városéval. Határában van az Anna-akna, mely még üzemben van, továbbá a Mátyás- és a Rudolf-aknák, melyek már rég üzemen kívül vannak helyezve és ama kor uralkodói után neveztettek el, melyben megnyittattak. E község lakosai, különösen az asszonyok, már a XVIII. században híres csipkeverők voltak. Ezt a körülményt Körmöczbánya város felhasználva, itt egy csipkeverő tanműhelyt létesített, melyet később azután a kormány vett át. E község határában 1849-ben a magyarok és a császáriak között véres ütközet volt. A községnek van postája és vasúti állomása, távirója pedig Körmöczbánya."
A trianoni diktátumig Bars vármegye Garamszentkereszti járásához tartozott.
1945 után német lakosait erőszakkal kitelepítették, helyükre szlovákokat költöztettek.

## Népessége
| Év:            | 1994. | 2004.   | 2014.   | 2024.   |
| -------------- | ----- | ------- | ------- | ------- |
| Emberek száma: | 247   | 265     | 268     | 251     |
| Eltérés:       |       | +7,28 % | +1,13 % | -6,34 % |

| Év:            | 2023. | 2024.   |
| -------------- | ----- | ------- |
| Emberek száma: | 246   | 251     |
| Eltérés:       |       | +2,03 % |

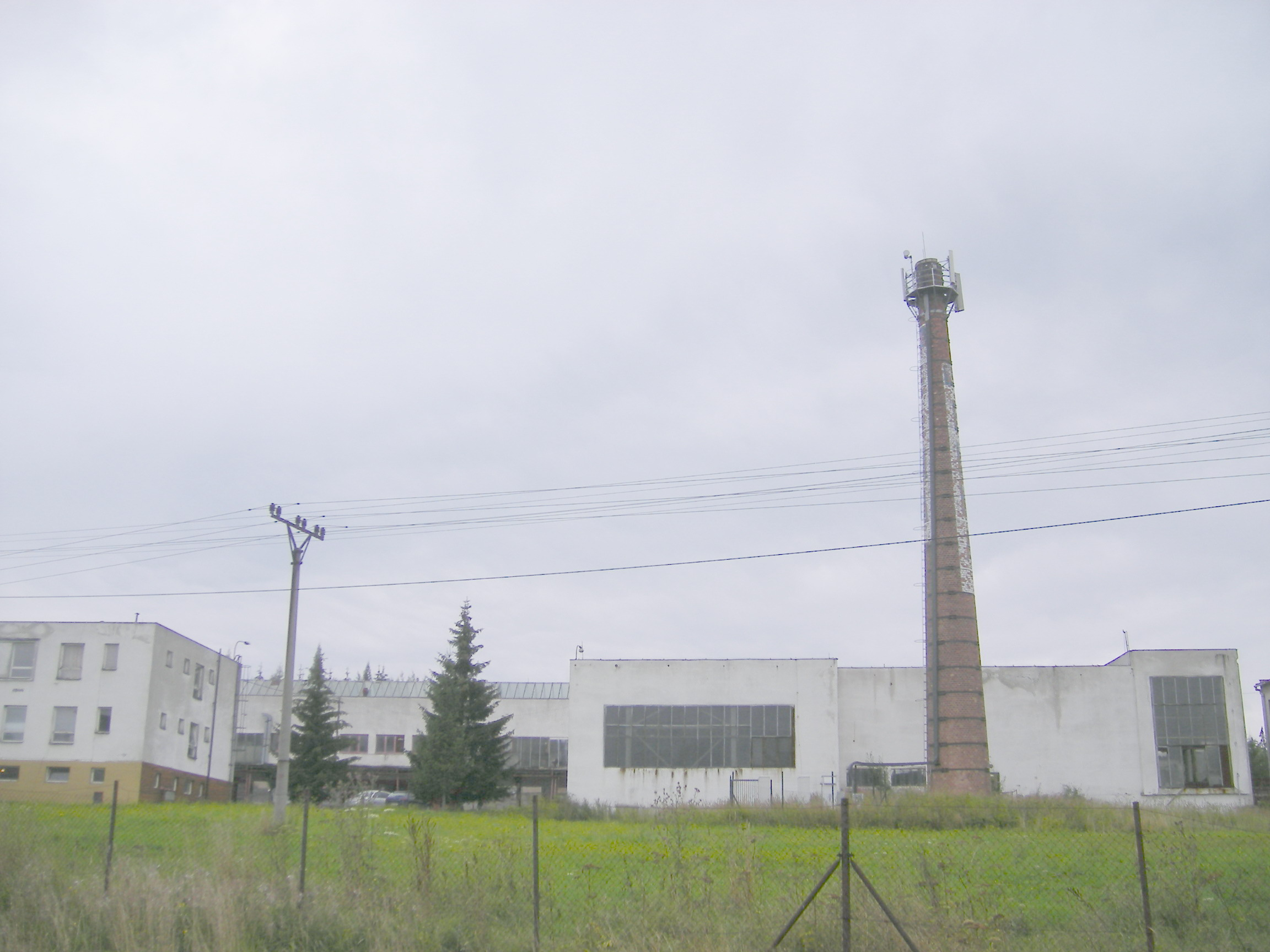
Az "Elka" radiátor- és fémbútorgyár Jánoshegyen

1910-ben 787 lakosából 698 német, 55 magyar, 34 szlovák anyanyelvű volt.
1930-ban 854 lakosából 775 német, 71 csehszlovák, 6 magyar és 2 állampolgárság nélküli volt. Ebből 849 római katolikus, 1 evangélikus és 4 egyéb vallású volt.
1970-ben 366 lakosából 298 szlovák és 10 magyar volt.
2001-ben 250 lakosából 221 szlovák volt.
2011-ben 263 lakosából 221 szlovák volt.
2021-ben 255 lakosából 239 (+2) szlovák, (+3) cigány, 8 egyéb és 8 ismeretlen nemzetiségű volt.

## Nevezetességei
- Keresztelő Szent János tiszteletére szentelt, római katolikus temploma 13. századi eredetű. A 15. században gótikus stílusban átépítették és bővítették. A 16. században kora reneszánsz stílusú tabernákulumot építettek hozzá. Főoltára 1714-ben rokokó stílusban készült. 15. századi keresztelőmedencéje van. A templomot 1764. július 27-én József (a későbbi II. József) és öccse, Lipót főherceg (a későbbi II. Lipót császár) is meglátogatták.
- Szűz Mária tiszteletére szentelt kápolnája 1726-ban épült barokk stílusban, 1910-ben neogótikus stílusban építették át.
- A községben még látható néhány a 18. században épített bányászházakból.

## Külső hivatkozások
- Községinfó
- jánoshegy Szlovákia térképén
- A vasútállomás
- A templom ismertetője (angolul)
- E-obce.sk Archiválva 2008. szeptember 21-i dátummal a Wayback Machine-ben